# Ni en vivo ni en directo
Ni en vivo ni en directo es un programa de humor de televisión, que se emitió por La 1 de Televisión Española entre 1983 y 1984. Se trató de la primera experiencia profesional en solitario del showman Emilio Aragón, tras su separación de Los payasos de la tele.
Fue considerado por el Grupo Joly uno de los cien mejores programas de la historia de la televisión en España.

## Formato
Con un esquema similar al del británico Benny Hill, aunque con las grandes diferencias que marcan la personalidad de los respectivos actores principales, se trataba de una sucesión de sketches humorísticos, en los que Aragón realiza un despliegue de su particular sentido del humor, acompañado por los actores Jorge Laverny y Pilar Mora.
Algunos de los sketches fueron especialmente celebrados en su día, como el paseo de Aragón siguiendo una línea blanca que cruzaba campos y ciudades de España, o su recreación de un imaginario dictador latinoamericano que exhortaba a sus ciudadanos a Menos samba y mais traballhar, precisamente a ritmo de samba. Todo ello con el hilo conductor de un noticiero imaginario, que comenzaba con la frase del presentador Buenas noches. Soy Emilio Aragón y usted no lo es, inicialmente utilizada por Chevy Chase en Saturday Night Live.
El programa contaba también con actuaciones musicales y artistas invitados. Fue nominado a los premios Emmy.

## Producción
Los programas se grabaron en los Estudios Miramar de Televisión Española en Cataluña. Contó con un presupuesto de 1.300.000 pesetas por programa.

## Adaptaciones
- En Ecuador, Año 1997, TC Televisión realizó una serie cómica bajo el mismo nombre. Es conducido por Fernando Villarroel, Sofía Caiche y María Mercedes Pacheco.